# Ingibjörg Egilsdóttir
Ingibjörg Ragnheiður Egilsdóttir (Reykjavík, 21 maggio 1985) è una modella islandese.
È cresciuta a Seyðisfjörður nell'Austurland, la zona orientale dell'Islanda.
Ingibjörg Ragnheiður Egilsdóttir Ha vinto il concorso di bellezza Miss Islanda Universo nel 2009 ed ha quindi ottenuto la possibilità di ottenere la propria nazione in occasione del concorso internazionale Miss Universo 2009, che si è tenuta presso l'Atlantis Paradise Island, a Nassau nelle Bahamas il 23 agosto 2009.. La vincitrice del concorso alla fine è risultata essere la venezuelana Stefanía Fernández, mentre la rappresentante islandese si è classificata al quindicesimo posto.
Successivamente Ingibjörg Ragnheiður Egilsdóttir ha intrapreso al carriera di modella e consulente di cosmetica e bellezza.